# Katie Edith Gliddon
Katie Edith Gliddon (6 de mayo de 1883 - 1 de septiembre de 1967) fue una acuarelista y sufragista militante británica. Fue miembro de la Unión Social y Política de las Mujeres (WSPU, por sus siglas en inglés) por la cual hizo campaña y fue encarcelada en la prisión de Holloway en 1912. Especializada en pintar flores, en sus últimos años fue profesora de pintura y dibujo. 

## Biografía
Gliddon nació en Twickenham, Middlesex en 1883, hija de Margaret Martha Lelean (1860-1941) y Aurelius James Louis Gliddon (1857-1929), ministro de la Iglesia Reformada Unida (1882-1884) y homeópata. El censo de 1911 la enumera como artista, ya que estudió en la Slade School of Fine Art de 1900 a 1904 con Frederick Brown y Henry Tonks. Su hermana menor Gladys Evelyn Gliddon (1886-1969) también figuraba como artista. Su hermano menor, el teniente Maurice Gliddon CM (1892–1917) fue asesinado en acción durante la Primera Guerra Mundial.

## Activismo

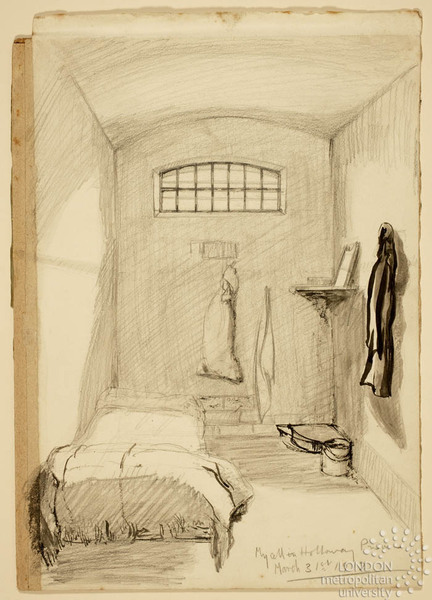
La celda de prisión de Katie Gliddon en Holloway, dibujada por ella en 1912 en su copia de The Poetical Works of Percy Bysshe Shelley

Se unió a la rama Croydon de la WSPU aproximadamente en 1910, casi al mismo tiempo que su hermano Cuthbert Paul Gliddon actuaba como organizador de la Unión Política de los Hombres para el Enfranquicio de las Mujeres bajo el nombre 'Charles Gray' para evitar la vergüenza de sus padres, mientras que Katie Edith actuó bajo el seudónimo 'Catherine Susan Gray' por la misma razón. Para 1911 había publicado artículos sobre sufragio femenino en varios periódicos. La compañía Davis & Langdale Company, con sede en Nueva York, enumera una pintura a tinta y pincel titulada 'Gliddon' del artista Walter Sickert de alrededor de 1912, que casi con toda seguridad retrata a Katie Gliddon cuando conocía a la hermana de Sickert, Helena Swanwick, quien también era activista por el sufragio femenino. Además, tanto Gliddon como Sickert eran miembros del New English Art Club. 
En marzo de 1912, rompió la ventana de una oficina de correos en Wimpole Street. Fue arrestada y sentenciada a dos meses de prisión con trabajos forzados en la prisión de Holloway, pena la cual cumplió durante marzo y abril de 1912. Esperando ser encarcelada por sus acciones, había cosido lápices en el cuello de su abrigo y los usó para escribir e ilustrar un diario secreto de prisión en los márgenes de su copia de The Poetical Works of Percy Bysshe Shelley. La sentencia de Gliddon de trabajos forzados era de costura y ella escribió en su diario de prisión que deliberadamente cosía mal.